# Liga Mayor Francisco Morazán
La Liga Mayor Francisco Morazán, llamada al principio Campeonato Francisco Morazán, fue un torneo de fútbol que se jugó en Honduras entre 1947 y 1964.

## Historia
La liga fue creada el 15 de noviembre de 1944 y en ella participaban los equipos del departamento de Francisco Morazán, del cual clasificaban los mejores siete equipos de la liga a la desaparecida Liga Amateur de Honduras. 
Su primera temporada se jugó tres años después con el CD Motagua como su primer campeón, aunque el equipo con más títulos fue el CD Olimpia con 9.
El torneo desapareció cuando se decidió reemplazar la Liga Amateur de Honduras con la Liga Nacional de Fútbol de Honduras.

## Lista de Campeones
| Año     | Campeón |
| ------- | ------- |
| 1947    | Motagua |
| 1948    | Motagua |
| 1949    | Olimpia |
| 1950    | Motagua |
| 1951    | Motagua |
| 1952    | Federal |
| 1953    | Federal |
| 1954    | Motagua |
| 1955–56 | Olimpia |
| 1957    | Olimpia |
| 1958    | Olimpia |
| 1959    | Olimpia |
| 1960    | Olimpia |
| 1961    | Olimpia |
| 1962    | Federal |
| 1963    | Olimpia |
| 1964    | Olimpia |

## Títulos por equipo
| Equipo  | Títulos | Años                                                    |
| ------- | ------- | ------------------------------------------------------- |
| Olimpia | 9       | 1949, 1955–56, 1957, 1958, 1959, 1960, 1961, 1963, 1964 |
| Motagua | 5       | 1947, 1948, 1950, 1951, 1954                            |
| Federal | 3       | 1952, 1953, 1962                                        |